# Épisodes de Pokémon supprimés

Logo de la franchise Pokémon.

Pokémon, la série est initialement diffusée au Japon le 1er avril 1997, et est composée d'un total de 1232 épisodes. Cependant, pour diverses raisons, certains épisodes ont été supprimés au Japon et dans d'autres pays. Pokémon cible principalement les jeunes enfants, ce qui a donc mené à la suppression de certaines scènes, voire de certains épisodes complets.

## Dennō Senshi Porigon
でんのうせんしポリゴン (Dennō Senshi Porigon, littéralement Le soldat virtuel Porygon) est un épisode initialement diffusé au Japon le 16 décembre 1997 à 18 h 30 heure locale. L'épisode montre une scène durant laquelle Pikachu détruit des « missiles-vaccins » à l'aide d'une puissante attaque électrique, provoquant une énorme explosion avec des flashs lumineux rouges et bleus,,. Bien qu'il y ait précédemment eu ce type d'explosion dans l'épisode, une technique pour anime appelée « paka paka » a fortifié cette scène en intensité rendant ainsi ces flashs plus lumineux : 11.988, 12 ou 12.5 Hz pendant 4 secondes en plein écran.
À ce moment, les téléspectateurs se sont plaints d'avoir une vision floue, des maux de tête, des étourdissements et des nausées,. Dans d'autres cas, certains téléspectateurs ont souffert de crises d'épilepsie, de convulsions, ont été aveuglés, voire perdu connaissance. Les pompiers japonais recensent un total de 685 téléspectateurs — 310 garçons et 375 filles — hospitalisés en ambulance,. Bien que de nombreuses victimes aient été guéries durant le trajet en ambulance, plus de 150 d'entre eux sont hospitalisés,. Deux d'entre eux sont restés à l'hôpital plus de deux semaines. D'autres ont eu des convulsions lors de la retransmission de la scène durant les émissions d'information sur les convulsions. Seule une minorité des 685 enfants traités a été diagnostiquée pour une épilepsie photosensible,. Cet incident se répand rapidement dans les journaux télévisés japonais. Le jour suivant, la chaîne de télévision ayant diffusée cet épisode, TV Tokyo, s'excuse auprès des téléspectateurs et suspend ses programmes ; la police est par la suite chargée de l'enquête. Les policiers interrogent les producteurs de la série sur les techniques de production utilisées. L'épisode est ensuite supprimé de l'antenne.
Après la diffusion de Dennō Senshi Porigon, l'animé Pokémon reprend en avril 1998 après quatre mois d'interruption,. Les horaires de diffusion se décalent de mardi à jeudi. Le générique de début a également été refait. Plus tard, des études ont démontré que les symptômes de 5 à 10 % des téléspectateurs étaient modérés et ne nécessitaient donc aucune hospitalisation. 12 000 téléspectateurs ont rapporté souffrir de légers symptômes d'étourdissement, cependant leurs symptômes ressemblent davantage à ceux d'une hystérie collective qu'à une crise d'épilepsie,. Une étude sur 103 patients conduite trois ans après l'événement ne démontre aucune nouvelle crise. Les chercheurs pensent que les lumières clignotantes ont déclenché des crises photosensibles pendant lesquelles les stimuli visuels tels que ces lumières clignotantes peuvent causer des troubles de la conscience. L'épisode n'aura jamais été traduit hors des frontières japonaises.

## Aopuruko no kyūjitsu
アオプルコのきゅうじつ (Aopuruko no kyūjitsu, littéralement Vacances à Porta Vista) est le dix-huitième épisode de la série originale. Il est tout d'abord supprimé par 4Kids Entertainment, avant d'être finalement localisé et diffusé aux Etats-Unis le 24 juin 2000 en tant qu’épisode « perdu ». Malgré cela, l'épisode restera absent des diffusions suivantes, ainsi que des sorties ultérieures de la saison 1 sur support physique ou en VOD. En conséquence, les autres pays ayant basé leur localisation de la série animée sur la version Américaine ne doubleront pas non plus l'épisode, probablement faute de l'avoir reçu.
Dans cet épisode, plusieurs femmes participent à un concours de beauté. La Team Rocket participe également à ce concours, avec James portant des faux seins. Dans une scène, il grossit artificiellement ses faux seins. Durant la diffusion de l'épisode en 2000, chaque scène incluant la présence de James en bikini fut coupée ou écourtée. 

## Miniryū no Densetsu
ミニリュウのでんせつ (Miniryū no Densetsu, littéralement La légende de Minidraco) est le second épisode à être banni des antennes aux États-Unis par 4Kids Entertainment ; il s'agit du trente-cinquième épisode original de la première saison. L'épisode est possiblement banni à cause de multiples menaces avec arme à feu par un vieil homme envers Sacha et la Team Rocket,,, et couper ces scènes de l'épisode aurait compromis sa logique. Comme pour Aopuruko no kyūjitsu, cet épisode n'a pas été adapté dans les autres pays ayant basé leur doublage sur la version américaine.

## Des joujoux par milliers!
"Des joujoux par milliers !" (Titre original: "ルージュラのクリスマス", signifiant "Le Noël de Lippoutou") est un épisode spécial dédié aux fêtes de fin d'année, diffusé pour la première fois le 5 octobre 1998 au Japon.
Cet épisode ne fit l'objet d'aucune censure lors de ses premières diffusions partout dans le monde mais il fut banni en Occident à la suite de la controverse autour de l'apparence du Pokémon Lippoutou, présent dans de nombreuses scènes de l'épisode. En effet, certaines personnes ont cru que ce Pokémon était un stéréotype racial africain avec de grosses lèvres et une peau noire,,.
En conséquence de cela, cet épisode finit par ne plus être rediffusé en occident et demeure absent des distributions ultérieures sur support physique, ou en VOD.
Au Japon, le 23 décembre 2012, l'épisode fut rediffusé dans une nouvelle version où les couleurs de Lippoutou ont été altérées à l'image de sa nouvelle apparence dans les jeux vidéo où son visage n'est plus noir, mais violet. Malgré l'existence de cette nouvelle version, il n'y a toujours pas eu de nouvelle rediffusion en dehors du Japon à ce jour.
Par ailleurs, l'épisode demeure absent de la liste des épisodes sur le site officiel Pokémon depuis sa suppression.

## Un combat théâtral
"Un combat théâtral" (Titre original: "おどる ! ポケモンショーボート !", signifiant "Danse ! Bateau-spectacle Pokémon !") est le 92ème épisode de la première série et fait partie de la deuxième saison.
Cet épisode ne fit l'objet d'aucune censure lors de ses premières diffusions partout dans le monde mais à la suite de la controverse qui eut lieu autour de l'apparence du Pokémon Lippoutou, celui-ci n'est plus rediffusé en occident et demeure absent des nouvelles distributions sur support physique, ou en VOD.
Il fut par ailleurs retiré de la liste des épisodes sur le site officiel Pokémon.

## Sirena sur l'Île Mandarine
"Sirena sur l'Île Mandarine" (Titre original: "してんのうカンナ ! こおりのたたかい !!", signifiant "Sirena du Conseil des Quatre ! Un combat glacial !!") est le 99ème épisode de la première série et fait partie de la deuxième saison.
Cet épisode ne fit l'objet d'aucune censure lors de ses premières diffusions partout dans le monde mais à la suite de la controverse qui eut lieu autour de l'apparence du Pokémon Lippoutou, celui-ci n'est plus rediffusé en occident et demeure absent des nouvelles distributions sur support physique, ou en VOD.
Il fut par ailleurs retiré de la liste des épisodes sur le site officiel Pokémon.

## Kōri no Dōkutsu!
こおりのどうくつ! (Kōri no Dōkutsu!, littéralement Les grottes de glace) (EP253) a été banni par 4Kids Entertainment et jamais été montré hors des frontières asiatiques. Il ne fut donc diffusé qu'au Japon, à Taiwan, à Hong Kong et en Corée du Sud.
Cet épisode fut supprimé en raison de la présence d'un Pokémon dont l'apparence était alors controversée : Lippoutou,,.
Sa peau a été plus tard modifiée pour laisser transparaître une couleur mauve, lors d'une rediffusion au Japon en 2017.

## Satoshi to nagetsukesaru! Yujo no tacchidaun!!
サトシとナゲツケサル！友情のタッチダウン！！ (Satoshi to Nagetsukesaru! Yujo no tacchidaun!! Sacha et Quartermac ! Marques d’amitié !!) est le premier épisode banni depuis 2002. Il a été supprimé à cause de la couleur du visage de Sacha après son maquillage, ressemblant à un blackface.